# 在原元方
在原元方（日语：／ Ariwara no Motokata，？—？）是日本平安時代歌人，出自於在原氏，其父是在原棟梁，祖父則為在原業平。和歌方面，他有33首作品收錄於敕撰和歌集，初次收錄是《古今和歌集》，為中古三十六歌仙之一。

## 生平
元方之父是在原棟梁，祖父則為在原業平，猶父根據《古今和歌集目錄》記載是藤原國經，源於元方之妹是國經之妻（即敦忠母），位階根據《尊卑分脈》記載是正五位下，《敕撰作者部類》則指是六位，為寬平至天曆初年（889年至957年）時的人。
生卒年方面，《日本人名大辭典》雖然稱有說法指元方生於仁和4年（888年），死於天曆7年（953年），不過久保木哲夫指出這是源於與藤原元方混淆而來的誤解，實際上元方的生卒年不明。盡管如此，今井源衛、久保木哲夫和稻賀敬二等人推測他與戒仙為同一人，理由之一是殘存於其家集《元方集》中的七首和歌中有一首是戒仙的作品。
戒仙推測也是棟梁之子，為居於比叡山的僧人，見於《大和物語》27段、28段和50段，他與紀貫之、紀友則有深交，根據《貫之集》記載與藤原敦忠也有交流，推測死於承平至天慶年間（931年至946年）。

## 和歌
| 敕撰和歌集           | 新編國歌大觀編號                                                    |
| 在原元方的敕撰歌一覽 | 在原元方的敕撰歌一覽                                                |
| -------------------- | ------------------------------------------------------------------- |
| 古今和歌集           | 1、103、130、195、206、261、339、473、474、480、626、630、751、1062 |
| 後撰和歌集           | 109、368、381、650、701、740、750、1033                             |
| 拾遺和歌集           | 46、379                                                             |
| 新古今和歌集         | 1617                                                                |
| 新敕選和歌集         | 364                                                                 |
| 續古今和歌集         | 121、180、1265                                                      |
| 續千載和歌集         | 217                                                                 |
| 續後拾遺和歌集       | 199、950                                                            |
| 新千載和歌集         | 1010                                                                |
| 戒仙的敕撰歌一覽     |                                                                     |
| 後撰和歌集           | 742、1044、1413                                                     |
| 新拾遺和歌集         | 1806                                                                |

元方是中古三十六歌仙之一，有33首和歌收錄於敕撰和歌集，戒仙則有4首。歌風是古今調，擅長知性技巧，作品也多用比喻。歌合方面，他曾經參與仁和二宮歌合、寬平御時後宮歌合、寬平御時中宮歌合、亭子院歌合和平定文家歌合。

## 作品
| 古今和歌集版本 | 後六六撰版本 | 上海譯文出版社譯本                   | 北京聯合出版公司譯本                                       |
| -------------- | ------------ | ------------------------------------ | ---------------------------------------------------------- |
|                |              | 新春入舊年 問春歸哪歲咋算 去年或今年 | 舊歲未去，元旦 猶未來，而 立春已到 該歸之為去年 或新的一年 |

這首和歌收錄於《古今和歌集》卷第一「春歌上」，新編國歌大觀編號是1，詞書是「舊年新春歌」（ふるとしに春たちける日よめる），出自於寬平御時中宮歌合，為一首以年內立春為題的作品，年內立春是和歌的歌題，也稱為舊年立春、歲中立春或歲內立春，指由於陰曆的閏年時會有閏月，導致尚未到新一年便立春，為平均每兩年左右便出現一次的現象，立春作為描述冬去春來的歌題，除非特別強調，否則本來並不適合用於形容去年，開創此先河的正是這首和歌。由於年內立春在立春中也是最早的，因此此歌也成為《古今和歌集》的卷頭歌，其後以詞書明確繼承此做法的敕撰和歌集有《新敕撰和歌集》、《續後撰和歌集》和《新後撰和歌集》。
首句的意思是年內，早見於大伴家持收錄於《萬葉集》中的作品（新編國歌大觀編號4140）。第二句的意思是春天已經來臨了啊，其中表示感嘆第一次知道此事，與表示結束的均為助動詞。第三句的意思是這一年。第四句和末句的意思是到底是去年還是今年，其中是表示疑問的助詞。
評價方面，《古來風體抄》稱此歌「真的是少有理論性強而有趣的和歌」（まことに理強く、又をかしくも聞えて、ありがたくよめる歌なり），北村季吟在《八代集抄》中也稱讚此歌「作為當集的卷頭歌無與倫比。」（当集の巻頭面目比類なき事也），相對地正岡子規則批評此歌是「實在是無趣得讓人驚訝的歌，就如同說日本人和外國人生下的混血兒到底是日本人還是外國人一樣，此歌既不好笑又沉悶。」（實に呆れ返つた無趣味の歌に有之候。日本人と外國人の合の子を日本人とや申さん外國人と申さんとしやれたると同じ事にて、しやれにもならぬつまらぬ歌に候）和「僅僅是強詞奪理」（理屈をこねただけ）。
此歌也收錄於《古今和歌六帖》、《和漢朗詠集》、《拾玉集》、《定家十體》、《三五記》、《桐火桶》、《沙石集》、《題林愚抄》、《定家八代抄》。此外，《奧儀抄》稱凡河內躬恒收錄於《後撰和歌集》中的作品（新編國歌編號1101）是基於此歌的盜古歌，能劇《繪馬》中的、朱樂菅江的狂歌（新編日本古典文學全集編號83）和收錄於《醒睡笑》卷之五「上戶」的一首狂歌也是源於此歌。

## 家集
- 第一種
- 第二種
- 第三種
- 第四種

元方的家集是《元方集》，根據京都大學圖書館藏《古今和歌集註》（書架編號中院/VI/72）的卷頭歌的註記載，反映家集在室町時代仍然存在，現在則僅殘存部類名家集切四種七首。第一種是收錄於《古今和歌集》的作品（新編國歌大觀編號195），第二種是收錄於《後撰和歌集》的作品（新編國歌大觀編號381），第三種是收錄於《古今和歌集》的作品（新編國歌大觀編號751）、《後撰和歌集》的作品（新編國歌大觀編號701）、《大和物語》的作品（新編國歌大觀編號40）和《新敕選和歌集》的作品（新編國歌大觀編號364），第四種是收錄於《新古今和歌集》的作品（新編國歌大觀編號1617），其中收錄於《大和物語》的作品為戒仙的和歌，全數翻刻於《私家集大成》和《新編私家集大成》。

## 註解
1. ↑  敦忠母又名本院北之方，最初是藤原國經之妻，後為國經侄子藤原時平之妻，並且與其生下藤原敦忠而得名[1]。
2. ↑  六位指從六位上、下、正六位上或下[2]。
3. ↑  該作品收錄於《大和物語》，新編國歌大觀編號是40[6]。
4. ↑  詞書是指寫在和歌前的一些語句，用於說明該和歌的主題或寫作動機等等[12]。